# Junji Sakata
Pour les articles homonymes, voir Sakata.
Junji Sakata (坂田 淳二, Sakata Junji) (né le 10 mai 1974 à Hokkaidō au Japon) est un joueur professionnel japonais de hockey sur glace.

## Carrière de joueur
Comme beaucoup de joueurs de hockey japonais du début des années 1990, il commença sa carrière professionnelle au Japon. Il évolua dans son pays natal jusqu'en 1999. Ce fut l'année où il joua le Championnat du monde de hockey sur glace. Il se joint alors au Pirates de Peterborough en Angleterre.
Plus tard, il alla jouer en Suède pour le club Sollefteå HK en division 1. Durant cette même saison (2003-2004), il évolua quelques parties en Amérique du Nord pour les Loggerheads de Lakeland de la nouvelle Association mondiale de hockey 2 (WHA2).
Il joua aussi pour les clubs suivants : les Vipers de Montpellier en France, le HC Berounští Medvědi en Slovaquie et le HC Lasselsberger Plzeň en République tchèque.

## Statistiques
| Saison    | Équipe                  | Ligue                    |    | Saison régulière | Saison régulière | Saison régulière | Saison régulière | Saison régulière |   | Séries éliminatoires | Séries éliminatoires | Séries éliminatoires | Séries éliminatoires | Séries éliminatoires |
| Saison    | Équipe                  | Ligue                    | PJ | B                | A                | Pts              | Pun              | PJ               | B | A                    | Pts                  | Pun                  |                      |                      |
| 1992-1993 | Kokudo de Tokyo         | JHL                      | 23 | 5                | 2                | 7                | 8                | -                | - | -                    | -                    | -                    |                      |                      |
| 1993-1994 | Kokudo de Tokyo         | JHL                      | 20 | 0                | 2                | 2                | 6                | -                | - | -                    | -                    | -                    |                      |                      |
| 1994-1995 | Kokudo de Tokyo         | JHL                      | 2  | 0                | 0                | 0                | 0                | -                | - | -                    | -                    | -                    |                      |                      |
| 1994-1995 | Équipe Japon            | Champ.Asie               | 1  | 0                | 0                | 0                | 2                | -                | - | -                    | -                    | -                    |                      |                      |
| 1995-1996 | Kokudo de Tokyo         | JHL                      | 14 | 1                | 1                | 2                | 0                | -                | - | -                    | -                    | -                    |                      |                      |
| 1997-1998 | Kokudo de Tokyo         | JHL                      | 40 | 23               | 17               | 40               | -                | -                | - | -                    | -                    | -                    |                      |                      |
| 1998-1999 | Kokudo de Tokyo         | JHL                      | 48 | 12               | 25               | 37               | -                | -                | - | -                    | -                    | -                    |                      |                      |
| 1999-2000 | Pirates de Peterborough | B+H Cup                  | 11 | 7                | 10               | 17               | 2                | -                | - | -                    | -                    | -                    |                      |                      |
| 1999-2000 | Pirates de Peterborough | BNL                      | 27 | 15               | 25               | 40               | 10               | -                | - | -                    | -                    | -                    |                      |                      |
| 2003-2004 | Sollefteå HK            | Division 1               | 4  | 0                | 3                | 3                | 0                | -                | - | -                    | -                    | -                    |                      |                      |
| 2003-2004 | Olofströms HK           | Division 1               | 10 | 1                | 0                | 1                | 2                | -                | - | -                    | -                    | -                    |                      |                      |
| 2003-2004 | Loggerheads de Lakeland | WHA2                     | 19 | 5                | 7                | 12               | 2                | -                | - | -                    | -                    | -                    |                      |                      |
| 2004-2005 | Vipers de Montpellier   | Coupe de France          | 2  | 1                | 0                | 1                | 0                | -                | - | -                    | -                    | -                    |                      |                      |
| 2004-2005 | Vipers de Montpellier   | Division 1               | 26 | 4                | 9                | 13               | 20               | -                | - | -                    | -                    | -                    |                      |                      |
| 2005-2006 | HC Berounští Medvědi    | 1. národní hokejová liga | 17 | 1                | 2                | 3                | 2                | -                | - | -                    | -                    | -                    |                      |                      |
| 2005-2006 | HC Lasselsberger Plzeň  | Extraliga                | 6  | 0                | 0                | 0                | 0                | -                | - | -                    | -                    | -                    |                      |                      |
| 2006-2007 | HC Lasselsberger Plzeň  | Extraliga                | 4  | 0                | 0                | 0                | 0                |                  |   |                      |                      |                      |                      |                      |

### Statistiques en équipe nationale
| Année | Compétition |   | PJ | B | A | Pts | Pun          |  | Résultats |
| 1999  | CM          | 3 | 0  | 1 | 1 | 0   | 16e position |  |           |